# Ctenus dreyeri
Ctenus dreyeri är en spindelart som beskrevs av Embrik Strand 1906. Ctenus dreyeri ingår i släktet Ctenus och familjen Ctenidae.
Artens utbredningsområde är Kamerun. Inga underarter finns listade i Catalogue of Life.